# Regierung Turnbull I

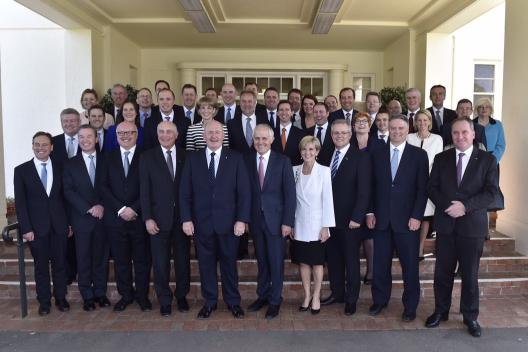
Generalgouverneur Peter Cosgrove und die Regierung Turnbull 2015

Die Regierung Turnbull I regierte Australien vom 15. September 2015 bis zum 19. Juli 2016. Es handelte sich um eine Koalitionsregierung von Liberal Party (LIB) und National Party (NPA).
Tony Abbott war seit dem 18. September 2013 Premierminister einer Koalitionsregierung von Liberal Party und National Party. Am 15. September 2015 unterlag Abbott bei einer Abstimmung über den Parteivorsitz seinem parteiinternen Rivalen Malcolm Turnbull, der ihn auch als Premierminister ablöste.
Bei der Parlamentswahlen am 2. Juli 2016 gewann die Labor Party hinzu, verfehlte mit 69 der 150 Parlamentssitze die absolute Mehrheit. Die Liberal Party stellte 60 Abgeordnete, die National Party 16. Turnbull blieb Premierminister einer Koalition von Liberalen und National Party.

## Ministerliste
| Amt                                                                             | Minister                   | Partei | Amtszeit                                | Bild |
| ------------------------------------------------------------------------------- | -------------------------- | ------ | --------------------------------------- | ---- |
| Premierminister                                                                 | Malcolm Turnbull           | LIB    | 15. September 2015 – 19. Juli 2016      |      |
| Minister für Ureinwohner                                                        | Nigel Scullion             | CLP    | 15. September 2015 – 19. Juli 2016      |      |
| Frauenministerin                                                                | Michaelia Cash             | LIB    | 21. September 2015 – 19. Juli 2016      |      |
| Kabinettssekretär                                                               | Arthur Sinodinos           | LIB    | 21. September 2015 – 19. Juli 2016      |      |
| stellvertretender Premierminister                                               | Warren Truss               | NPA    | 15. September 2015 – 18. Februar 2016   |      |
| stellvertretender Premierminister                                               | Barnaby Joyce              | NPA    | 18. Februar 2016 – 19. Juli 2016        |      |
| Minister für Infrastruktur und Regionalentwicklung                              | Warren Truss               | NPA    | 15. September 2015 – 18. Februar 2016   |      |
| Minister für Infrastruktur und Verkehr                                          | Darren Chester             | NPA    | 18. Februar 2016 – 19. Juli 2016        |      |
| Außenministerin                                                                 | Julie Bishop               | LIB    | 15. September 2015 – 19. Juli 2016      |      |
| Minister für Handel und Investitionen                                           | Andrew Robb                | LIB    | 15. September 2015 – 18. Februar 2016   |      |
| Minister für Handel und Investitionen                                           | Steven Ciobo               | LIB    | 18. Februar 2016 – 19. Juli 2016        |      |
| Generalstaatsanwalt                                                             | George Brandis             | LIB    | 15. September 2015 – 19. Juli 2016      |      |
| Vizepräsident des Executive Council                                             | George Brandis             | LIB    | 15. September 2015 – 19. Juli 2016      |      |
| Schatzminister                                                                  | Joe Hockey                 | LIB    | 15. September 2015 – 21. September 2015 |      |
| Schatzminister                                                                  | Scott Morrison             | LIB    | 21. September 2015 – 19. Juli 2016      |      |
| Minister/in für Kleinunternehmen                                                | Bruce Billson              | LIB    | 15. September 2015 – 21. September 2015 |      |
| Minister/in für Kleinunternehmen                                                | Kelly O’Dwyer              | LIB    | 21. September 2015 – 19. Juli 2016      |      |
| Ministerin für regionale Kommunikation                                          | Fiona Nash                 | NPA    | 18. Februar 2016 – 19. Juli 2016        |      |
| Ministerin für regionale Entwicklung                                            | Fiona Nash                 | NPA    | 18. Februar 2016 – 19. Juli 2016        |      |
| Finanzminister                                                                  | Mathias Cormann            | LIB    | 15. September 2015 – 19. Juli 2016      |      |
| Landwirtschaftsminister                                                         | Barnaby Joyce              | NPA    | 15. September 2015 – 21. September 2015 |      |
| Minister für Landwirtschaft und Wasserressourcen                                | Barnaby Joyce              | NPA    | 21. September 2015 – 19. Juli 2016      |      |
| Minister für Industrie und Wissenschaft                                         | Ian Macfarlane             | LIB    | 15. September 2015 – 21. September 2015 |      |
| Minister für Industrie, Innovation und Wissenschaft                             | Christopher Pyne           | LIB    | 21. September 2015 – 19. Juli 2016      |      |
| Minister für Rohstoffe, Energie und Nordaustralien                              | Josh Frydenberg            | LIB    | 21. September 2015 – 19. Juli 2016      |      |
| Minister für Einwanderung und Grenzschutz                                       | Peter Dutton               | LIB    | 15. September 2015 – 19. Juli 2016      |      |
| Umweltminister                                                                  | Greg Hunt                  | LIB    | 15. September 2015 – 19. Juli 2016      |      |
| Gesundheitsministerin                                                           | Sussan Ley                 | LIB    | 15. September 2015 – 19. Juli 2016      |      |
| Ministerin für Altenbetreuung                                                   | Sussan Ley                 | LIB    | 30. September 2015 – 19. Juli 2016      |      |
| Sportministerin                                                                 | Sussan Ley                 | LIB    | 15. September 2015 – 19. Juli 2016      |      |
| Verteidigungsministerin                                                         | Karen Andrews              | LIB    | 15. September 2015 – 21. September 2015 |      |
| Verteidigungsministerin                                                         | Marise Payne               | LIB    | 21. September 2015 – 19. Juli 2016      |      |
| Minister für Kommunikation                                                      | Malcolm Turnbull           | LIB    | 15. September 2015 – 21. September 2015 |      |
| Minister für Kommunikation                                                      | Mitch Fifield              | LIB    | 21. September 2015 – 19. Juli 2016      |      |
| Kulturminister                                                                  | George Brandis             | LIB    | 15. September 2015 – 21. September 2015 |      |
| Kulturminister                                                                  | Mitch Fifield              | LIB    | 21. September 2015 – 19. Juli 2016      |      |
| Arbeitsminister/in                                                              | Eric Abetz                 | LIB    | 15. September 2015 – 21. September 2015 |      |
| Arbeitsminister/in                                                              | Michaelia Cash             | LIB    | 21. September 2015 – 19. Juli 2016      |      |
| Sozialminister                                                                  | Scott Morrison             | LIB    | 15. September 2015 – 21. September 2015 |      |
| Sozialminister                                                                  | Christian Porter           | LIB    | 21. September 2015 – 19. Juli 2016      |      |
| Bildungsminister                                                                | Christopher Pyne           | LIB    | 15. September 2015 – 21. September 2015 |      |
| Bildungsminister                                                                | Simon Birmingham           | LIB    | 21. September 2015 – 19. Juli 2016      |      |
|                                                                                 |                            |        |                                         |      |
| Juniorminister                                                                  |                            |        |                                         |      |
| Minister für Territorien, lokale Regierung und Großprojekte                     | Paul Fletcher              | LIB    | 21. September 2015 – 19. Juli 2016      |      |
| Minister/in für internationale Entwicklung und den Pazifik                      | Steven Ciobo               | LIB    | 21. September 2015 – 18. Februar 2016   |      |
| Minister/in für internationale Entwicklung und den Pazifik                      | Concetta Fierravanti-Wells | LIB    | 18. Februar 2016 – 19. Juli 2016        |      |
| Minister für Tourismus und internationale Bildung                               | Richard Colbeck            | LIB    | 21. September 2015 – 19. Juli 2016      |      |
| Justizminister                                                                  | Michael Keenan             | LIB    | 15. September 2015 – 19. Juli 2016      |      |
| Special Minister of State                                                       | Michael Ronaldson          | LIB    | 15. September 2015 – 21. September 2015 |      |
| Special Minister of State                                                       | Mal Brough                 | LIB    | 21. September 2015 – 29. Dezember 2015  |      |
| Special Minister of State                                                       | Mathias Cormann            | LIB    | 29. Dezember 2015 – 19. Juli 2016       |      |
| Minister für Nordaustralien                                                     | Matthew Canavan            | LIB    | 18. Februar 2016 – 19. Juli 2016        |      |
| Minister für Städte und Bebauung                                                | Jamie Briggs               | LIB    | 21. September 2015 – 30. Dezember 2015  |      |
| Ministerin für ländliche Gesundheit                                             | Fiona Nash                 | NPA    | 21. September 2015 – 19. Juli 2016      |      |
| Minister für Veteranen                                                          | Michael Ronaldson          | LIB    | 15. September 2015 – 21. September 2015 |      |
| Minister für Veteranen                                                          | Stuart Robert              | LIB    | 21. September 2015 – 18. Februar 2016   |      |
| Minister für Veteranen                                                          | Dan Tehan                  | LIB    | 18. Februar 2016 – 19. Juli 2016        |      |
| Minister für Rüstungsgüter und Wissenschaft                                     | Mal Brough                 | LIB    | 15. September 2015 – 29. Dezember 2015  |      |
| Minister für Rüstungsgüter                                                      | Dan Tehan                  | LIB    | 18. Februar 2016 – 19. Juli 2016        |      |
| Minister/in für Human Services                                                  | Marise Payne               | LIB    | 15. September 2015 – 21. September 2015 |      |
| Minister/in für Human Services                                                  | Stuart Robert              | LIB    | 21. September 2015 – 18. Februar 2016   |      |
| Minister/in für Human Services                                                  | Alan Tudge                 | LIB    | 18. Februar 2016 – 19. Juli 2016        |      |
| Minister für Berufsausbildung und Qualifikationen                               | Luke Hartsuyker            | NPA    | 15. September 2015 – 18. Februar 2016   |      |
| Minister für Berufsausbildung und Qualifikationen                               | Scott Ryan                 | LIB    | 18. Februar 2016 – 19. Juli 2016        |      |
|                                                                                 |                            |        |                                         |      |
| Assistant Minister und parlamentarische Staatssekretäre                         |                            |        |                                         |      |
| Assistant Minister beim Premierminister                                         | Alan Tudge                 | LIB    | 21. September 2015 – 18. Februar 2016   |      |
| Assistant Minister beim Premierminister                                         | James McGrath              | LIB    | 21. September 2015 – 19. Juli 2016      |      |
| Assistant Minister für den Öffentlichen Dienst beim Premierminister             | Eric Abetz                 | LIB    | 15. September 2015 – 21. September 2015 |      |
| Assistant Minister für den Öffentlichen Dienst beim Premierminister             | Michaelia Cash             | LIB    | 21. September 2015 – 19. Juli 2016      |      |
| Assistant Minister für Terrorismusbekämpfung beim Premierminister               | Michael Keenan             | LIB    | 15. September 2015 – 19. Juli 2016      |      |
| Assistant Minister für digitale Regierung beim Premierminister                  | Mitch Fifield              | LIB    | 21. September 2015 – 18. Februar 2016   |      |
| Assistant Minister für Frauen beim Premierminister                              | Michaelia Cash             | LIB    | 15. September 2015 – 21. September 2015 |      |
| Assistant Minister für die ANZAC-Hundertjahrfeier beim Premierminister          | Michael Ronaldson          | LIB    | 15. September 2015 – 21. September 2015 |      |
| Assistant Minister für die ANZAC-Hundertjahrfeier beim Premierminister          | Stuart Robert              | LIB    | 21. September 2015 – 18. Februar 2016   |      |
| Assistant Minister für die ANZAC-Hundertjahrfeier beim Premierminister          | Dan Tehan                  | LIB    | 18. Februar 2016 – 19. Juli 2016        |      |
| Assistant Minister für Produktivität                                            | Peter Hendy                | LIB    | 21. September 2015 – 18. Februar 2016   |      |
| Assistant Minister für Städte und digitale Transformation                       | Angus Taylor               | LIB    | 18. Februar 2016 – 19. Juli 2016        |      |
| Assistant Kabinettssekretär                                                     | Scott Ryan                 | LIB    | 21. September 2015 – 18. Februar 2016   |      |
| Assistant Kabinettssekretär                                                     | Peter Hendy                | LIB    | 18. Februar 2016 – 19. Juli 2016        |      |
| Assistant Minister beim stellvertretenden Premierminister                       | Michael McCormack          | NPA    | 21. September 2015 – 18. Februar 2016   |      |
| Assistant Minister beim stellvertretenden Premierminister                       | Keith Pitt                 | NPA    | 18. Februar 2016 – 19. Juli 2016        |      |
| Assistant Minister für Infrastruktur und Regionalentwicklung                    | Jamie Briggs               | LIB    | 15. September 2015 – 21. September 2015 |      |
| Assistant Minister im Ministerium für Handel und Investitionen                  | Richard Colbeck            | LIB    | 21. September 2015 – 19. Juli 2016      |      |
| Assistant Schatzminister/in                                                     | Josh Frydenberg            | LIB    | 21. September 2015 – 19. Juli 2016      |      |
| Assistant Schatzminister/in                                                     | Kelly O’Dwyer              | LIB    | 15. September 2015 – 21. September 2015 |      |
| Assistant Minister im Schatzministerium                                         | Alex Hawke                 | LIB    | 21. September 2015 – 19. Juli 2016      |      |
| Assistant Minister für Finanzen                                                 | Peter Hendy                | LIB    | 18. Februar 2016 – 19. Juli 2016        |      |
| Assistant Minister für Landwirtschaft und Wasservorräte                         | Anne Ruston                | LIB    | 21. September 2015 – 19. Juli 2016      |      |
| Assistant Minister für Wissenschaft                                             | Karen Andrews              | LIB    | 21. September 2015 – 19. Juli 2016      |      |
| Assistant Minister für Innovation                                               | Wyatt Roy                  | LIB    | 15. September 2015 – 19. Juli 2016      |      |
| Assistant Minister für multikulturelle Angelegenheiten                          | Concetta Fierravanti-Wells | LIB    | 21. September 2015 – 18. Februar 2016   |      |
| Assistant Minister für multikulturelle Angelegenheiten                          | Craig Laundy               | LIB    | 18. Februar 2016 – 19. Juli 2016        |      |
| Assistant Minister für Einwanderung                                             | James McGrath              | LIB    | 18. Februar 2016 – 19. Juli 2016        |      |
| Assistant Minister für Einwanderung und Grenzschutz                             | Michaelia Cash             | LIB    | 15. September 2015 – 21. September 2015 |      |
| Assistant Minister für Einwanderung und Grenzschutz                             | Concetta Fierravanti-Wells | LIB    | 21. September 2015 – 18. Februar 2016   |      |
| Assistant Minister für Gesundheit                                               | Fiona Nash                 | NPA    | 15. September 2015 – 21. September 2015 |      |
| Assistant Minister für Gesundheit                                               | Ken Wyatt                  | LIB    | 30. September 2015 – 18. Februar 2016   |      |
| Assistant Minister für Gesundheit und Altenfürsorge                             | Ken Wyatt                  | LIB    | 18. Februar 2016 – 19. Juli 2016        |      |
| Assistant Minister für Verteidigung                                             | Stuart Robert              | LIB    | 15. September 2015 – 21. September 2015 |      |
| Assistant Minister für Verteidigung                                             | Darren Chester             | NPA    | 21. September 2015 – 18. Februar 2016   |      |
| Assistant Minister für Verteidigung                                             | Michael McCormack          | NPA    | 18. Februar 2016 – 19. Juli 2016        |      |
| Assistant Minister im Arbeitsministerium                                        | Luke Hartsuyker            | NPA    | 15. September 2015 – 21. September 2015 |      |
| Assistant Minister für Soziales                                                 | Alan Tudge                 | LIB    | 30. September 2015 – 18. Februar 2016   |      |
| Assistant Minister für Behinderte                                               | Jane Prentice              | LIB    | 18. Februar 2016 – 19. Juli 2016        |      |
| Assistant Minister für Bildung und Ausbildung                                   | Simon Birmingham           | LIB    | 15. September 2015 – 21. September 2015 |      |
| Parlamentarischer Staatssekretär beim Premierminister                           | Christian Porter           | LIB    | 15. September 2015 – 21. September 2015 |      |
| Parlamentarischer Staatssekretär im Außenministerium                            | Steven Ciobo               | LIB    | 15. September 2015 – 21. September 2015 |      |
| Parlamentarischer Staatssekretär im Ministerium für Handel und Investitionen    | Steven Ciobo               | LIB    | 15. September 2015 – 21. September 2015 |      |
| Parlamentarische Staatssekretärin beim Generalstaatsanwalt                      | Concetta Fierravanti-Wells | LIB    | 15. September 2015 – 21. September 2015 |      |
| Parlamentarische Staatssekretärin im Schatzministerium                          | Kelly O’Dwyer              | LIB    | 15. September 2015 – 21. September 2015 |      |
| Parlamentarischer Staatssekretär im Finanzministerium                           | Michael McCormack          | NPA    | 15. September 2015 – 21. September 2015 |      |
| Parlamentarischer Staatssekretär im Landwirtschaftsministerium                  | Richard Colbeck            | LIB    | 15. September 2015 – 21. September 2015 |      |
| Parlamentarische Staatssekretärin im Ministerium für Industrie und Wissenschaft | Karen Andrews              | LIB    | 15. September 2015 – 21. September 2015 |      |
| Parlamentarischer Staatssekretär im Umweltministerium                           | Bob Baldwin                | LIB    | 15. September 2015 – 21. September 2015 |      |
| Parlamentarischer Staatssekretär im Verteidigungsministerium                    | Darren Chester             | NPA    | 15. September 2015 – 21. September 2015 |      |
| Parlamentarischer Staatssekretär im Ministerium für Kommunikation               | Paul Fletcher              | LIB    | 15. September 2015 – 21. September 2015 |      |
| Parlamentarische Staatssekretärin im Sozialministerium                          | Concetta Fierravanti-Wells | LIB    | 15. September 2015 – 21. September 2015 |      |
| Parlamentarischer Staatssekretär im Ministerium für Bildung und Ausbildung      | Scott Ryan                 | LIB    | 15. September 2015 – 21. September 2015 |      |